# Wilhelm von Dommes
Ne doit pas être confondu avec Wilhelm Dommes.
Wilhelm Ernst Justus von Dommes, né Wilhelm Ernst Justus Dommes le 15 septembre 1867 et mort le 5 mai 1959, est un officier d'état-major prussien qui a servi dans l'armée allemande lors de la Première Guerre mondiale.
Il ne doit pas être confondu avec le capitaine de frégate Wilhelm Dommes (1907-1990), qui a servi dans la Kriegsmarine de 1933 à 1945 comme commandant d'un sous-marin allemand.

## Famille
Il est le second fils d'un général prussien, le Generalmajor August Dommes (1824-1899).
Wilhelm s'est marié avec Elisabeth Pauline von Kanitz (de) (1882-1958), qui est la fille du comte Hans von Kanitz-Podangen (1841-1913), Junker de la province de Prusse-Orientale et un des membres du Parti conservateur allemand avant la Grande Guerre, ainsi que la sœur de Gerhard von Kanitz (1885-1949), un député du DNVP au Reichstag et ministre de l'Agriculture de plusieurs gouvernements durant la République de Weimar.

## Début de carrière
Il s'engage le 29 septembre 1885 comme enseigne (Fahnenjunker) au 5e régiment de dragons à Hofgeismar, devenant Portepee-Fähnrich le 13 mai 1886 puis sous-lieutenant (Sekonde-Lieutenant) le 15 janvier 1887 et adjudant le 17 septembre 1892 dans le même régiment.
Le 1er octobre 1894, il entre à l'académie de guerre (Kriegsakademie) de Berlin, devenant Premier-Lieutenant le 22 mars 1895. Il est affecté le 20 juillet 1897 au 10e régiment de dragons à Allenstein, puis est détaché au Grand État-Major général de Berlin le 1er avril 1898 avant d'y être affecté le 29 mars 1900. Devenu capitaine, il obtient le commandement d'un escadron du 4e régiment d'uhlans à Thorn le 16 décembre 1902. Son père est anobli le 19 décembre 1903.
De retour au Grand État-Major général comme premier adjudant du chef d'état-major le 1er mai 1905, au service d'Alfred von Schlieffen puis d'Helmuth von Moltke à partir de 1906. Il obtient le grade de major le 22 mars 1907, puis devient aide de camp (Flügeladjutant) de l'empereur le 3 mai 1910. Le 1er octobre 1912, il passe au grade d'Oberstleutnant, avant d'obtenir le commandement prestigieux du régiment de hussards du Corps de la Garde à Potsdam le 27 janvier 1913.

## Première Guerre mondiale
En juillet 1914, soit juste avant de la mobilisation d'août 1914, Dommes est nommé chef de la nouvelle section politique (Politische Abteilung) du Grand État-Major général, chargé notamment d'assurer la liaison entre l'empereur, le ministère des Affaires étrangères et le Grand État-Major. À partir de la fin août 1914, étant donné l'état de santé du chef d'état-major (Helmuth von Moltke est souvent alité), Dommes est amené à prendre avec Gerhard Tappen et Richard Hentsch une partie des décisions au sein de l’Oberste Heeresleitung.
Il est promu colonel (Oberst) le 5 septembre, en même temps que Groener et Tappen. Le 21 octobre 1914, Dommes est remplacé par le colonel Bartenwerffer et devient le chef d'état-major du 8e corps d'armée. Le 11 février 1915, il devient le chef d'état-major du corps Marschall, puis en avril 1916 du corps de réserve de la Garde (Garde-Reserve-Korps, toujours sous les ordres du général von Marschall) et le 9 décembre 1916 du corps de la Garde (sous les ordres de Karl von Plettenberg puis de Ferdinand von Quast).
Le 12 juin 1917, il est nommé chef d'état-major d'Erich von Falkenhayn en Palestine (Heeresgruppenkommando „F" : Heeresgruppe Yıldırım (de)). Après avoir été mis en disponibilité le 25 février 1918, il obtient le grade de Generalmajor le 22 mars 1918, puis le commandement de la 66e brigade d'infanterie le 31 mars 1918 et enfin de la 2e division d'infanterie le 18 juin 1918, recevant le même jour la distinction Pour le Mérite. Remis en disponibilité en mai 1919, il est mis à la retraite le 22 juillet 1919.
Il obtient le grade de Generalleutnant le 27 août 1939, jour-anniversaire de la bataille de Tannenberg (Tannenbergtag).